# Austracantha minax
Austracantha minax là một loài nhện trong họ Araneidae. Chúng được Tord Tamerlan Teodor Thorell miêu tả năm 1859.

## Phân loài
- Austracantha minax astrigera, L.Koch, 1871
- Austracantha minax hermitis, Henry Roughton Hogg, 1914
- Austracantha minax leonhardii, Strand, 1913
- Austracantha minax lugubris, L.Koch, 1871

## Hình ảnh

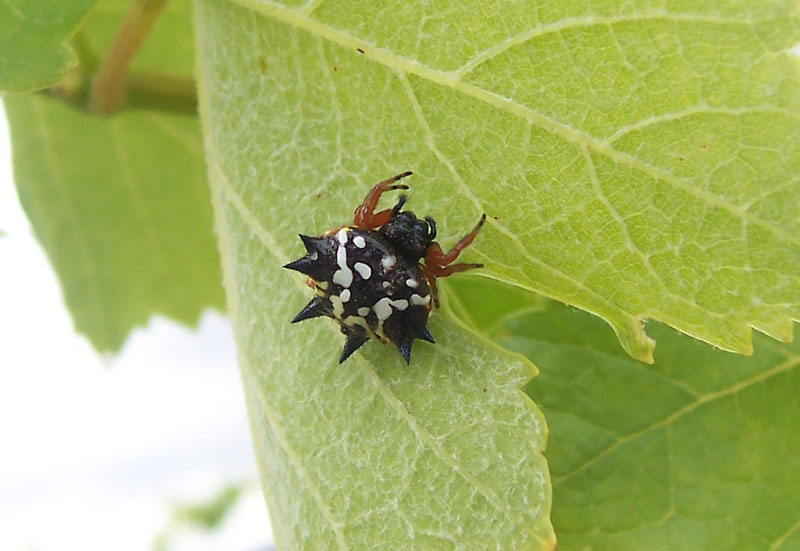
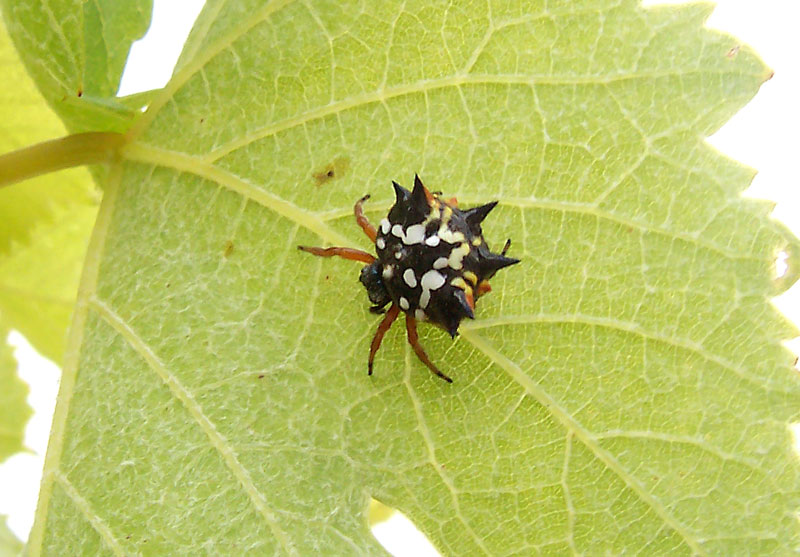
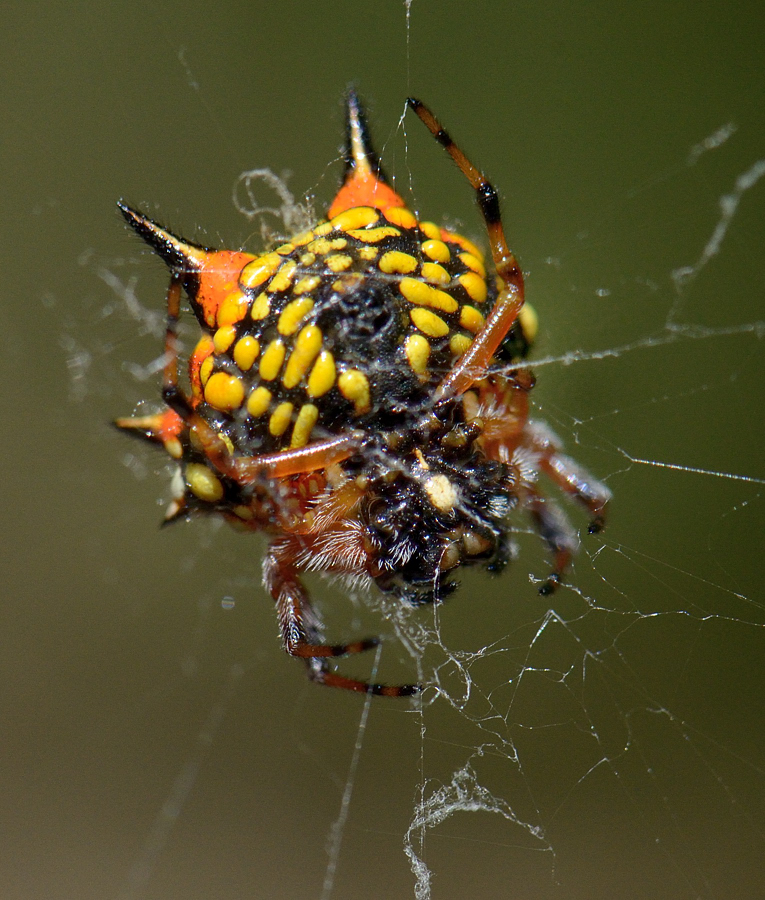
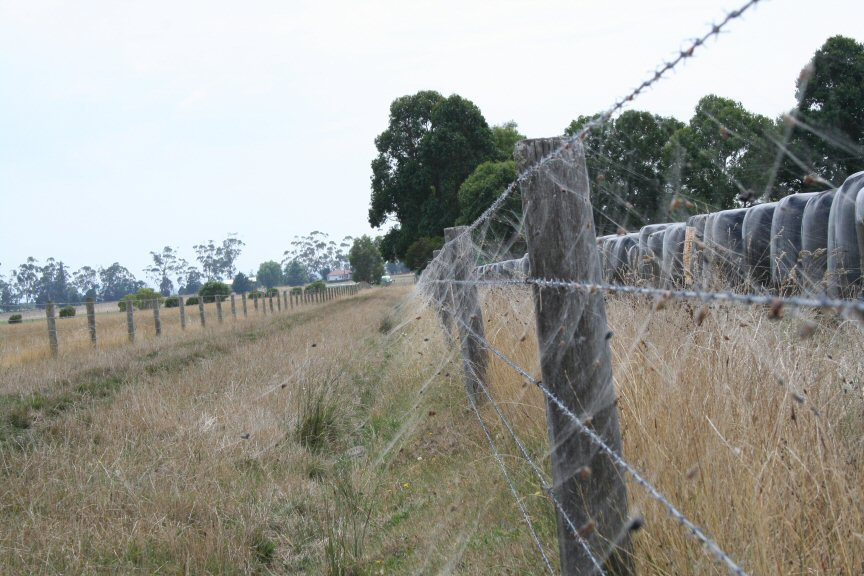
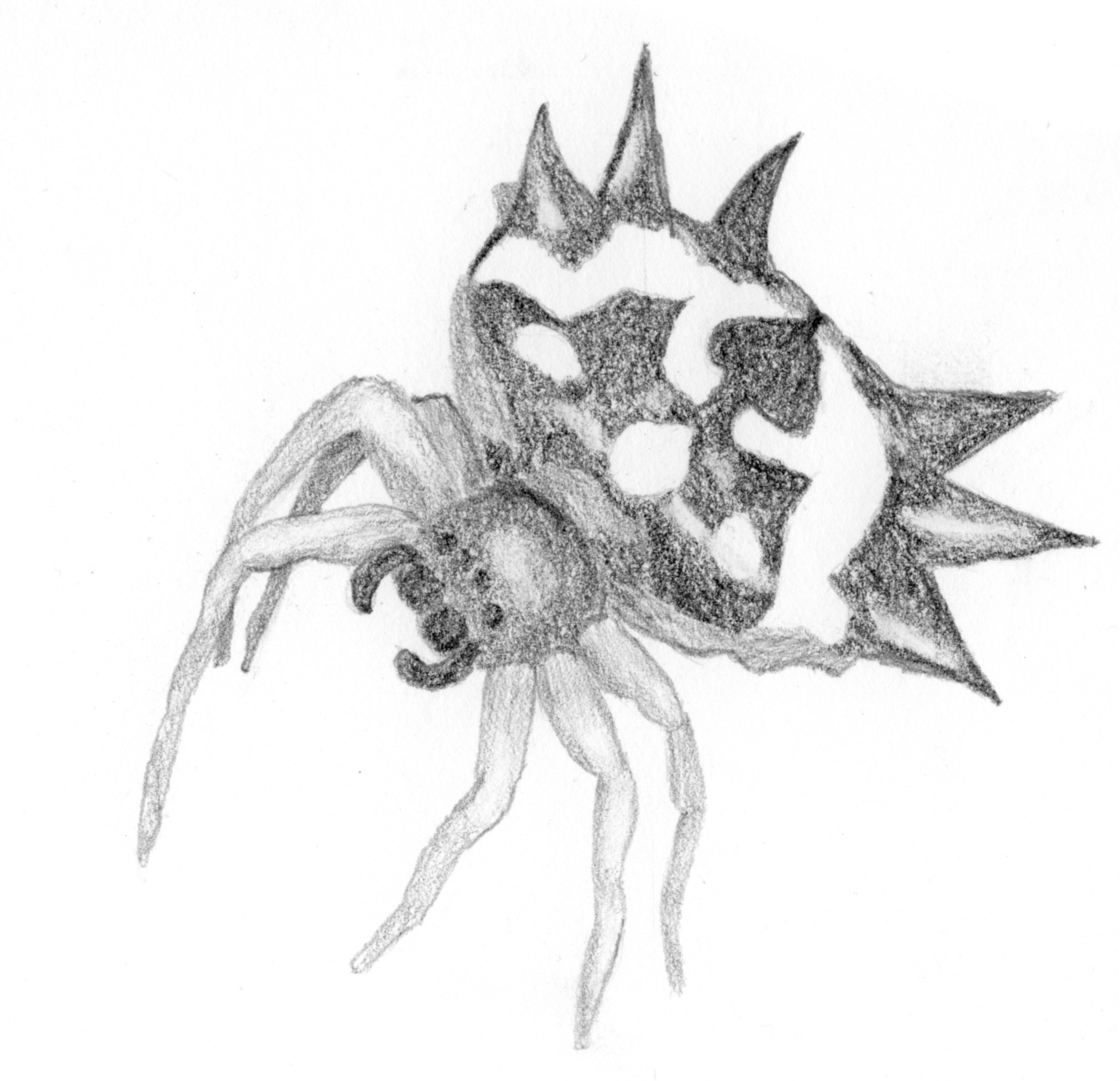
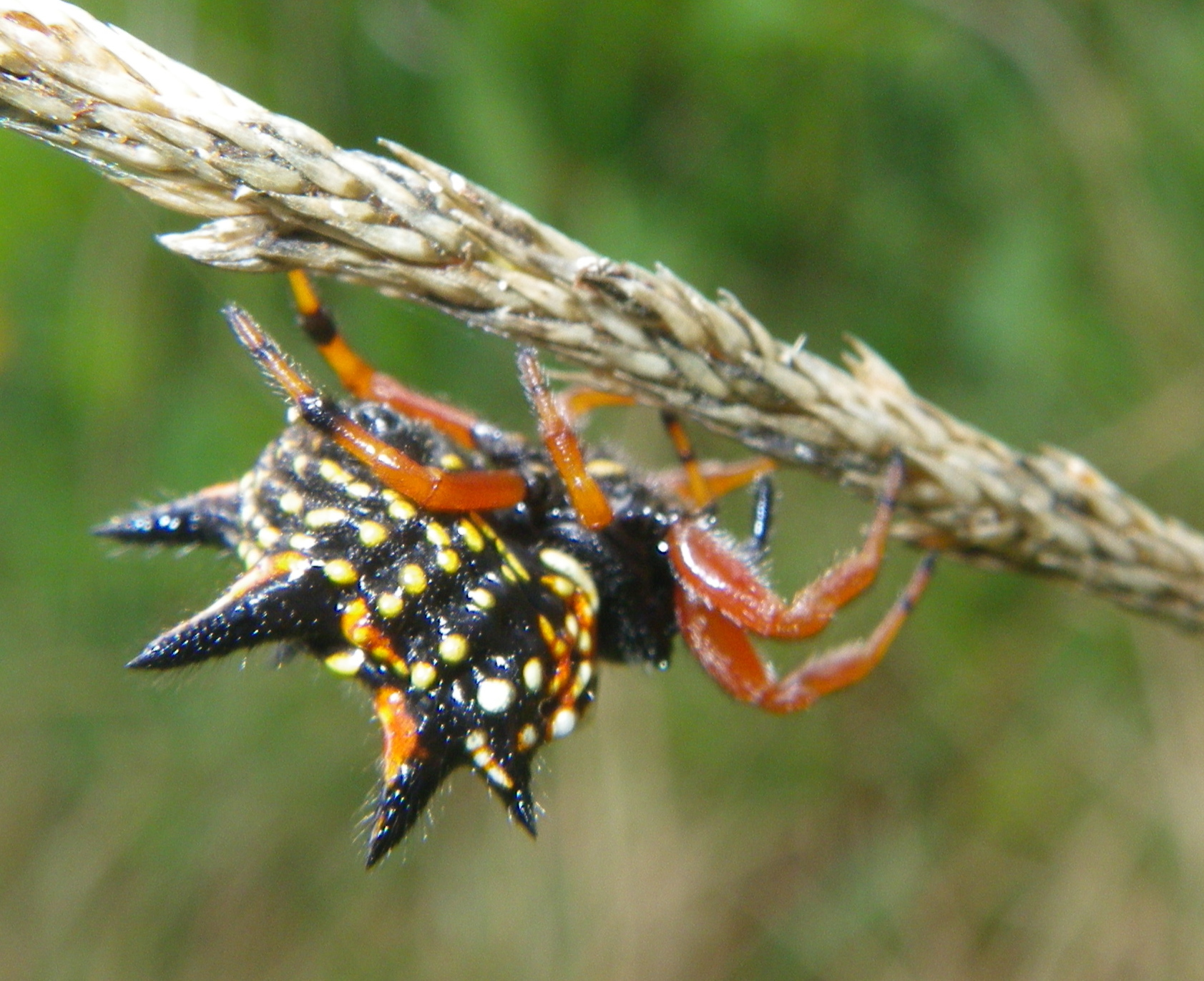